# 姚亚平
姚亚平（1955年11月—），江西南昌人，中华人民共和国政治人物。1985年11月加入中国共产党。江西大学中文系毕业，中国人民大学马克思主义学院政治学专业在职博士研究生。

## 生平
历任江西大学助教、讲师、副教授、教授。1993年，调任中共南昌大学党委宣传部部长。1994年，升任中共南昌大学党委副书记。2000年，任江西省文化厅厅长、党组书记。2001年，任中共江西省景德镇市委书记。2003年，任中共江西省上饶市委书记。2008年，升任江西省人大常委会副主任兼任江西省总工会主席。2008年10月17日，中国工会十五大在北京开幕，大会选举他出任主席团委员。2012年2月，任中共江西省委宣传部部长，3月获任中共江西省委常委。2016年1月，当选江西省政协副主席，次月卸任省委常委。